# 厄尔河畔维勒默
厄尔河畔维勒默（法語：Villemeux-sur-Eure，法語發音：[vilmø syʁ œʁ]）是法国厄尔-卢瓦省的一个市镇，属于德勒区。

## 地理
厄尔河畔维勒默（48°40'24"N, 1°27'43"E）面积18.59 平方千米，位于法国中央-卢瓦尔河谷大区厄尔-卢瓦省，该省份为法国北部内陆省份，北起顺时针与厄尔省、伊夫林省、埃松省、卢瓦雷省、卢瓦-谢尔省、萨尔特省和奧恩省接壤。
与厄尔河畔维勒默接壤的市镇（或旧市镇、城区）包括：勒布莱米瓦、勒布莱蒂耶里、沙尔蓬、绍东、克鲁瓦西耶、奥尔穆瓦、韦尔。

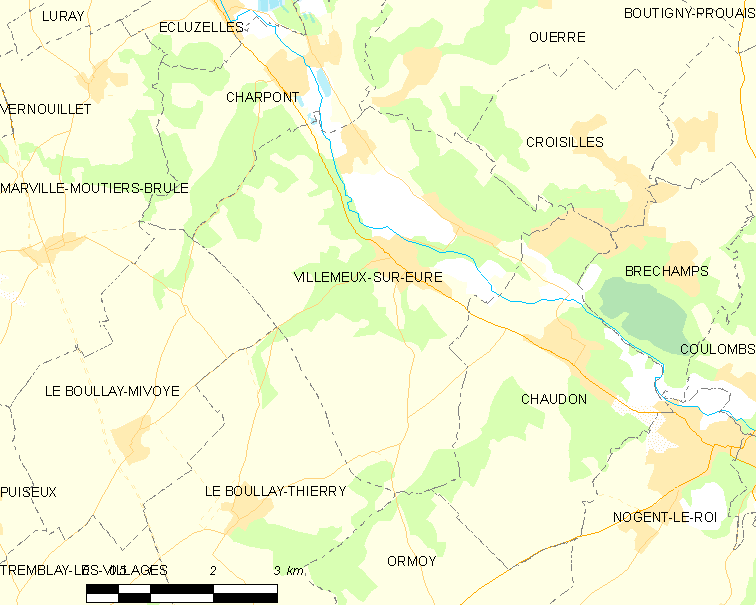
厄尔河畔维勒默的OSM定位图

厄尔河畔维勒默的时区为UTC+01:00、UTC+02:00（夏令时）。

## 行政
厄尔河畔维勒默的邮政编码为28210，INSEE市镇编码为28415。

## 政治
厄尔河畔维勒默所属的省级选区为德勒第二县。

## 人口

1962-2008年间厄尔河畔维勒默人口变化图示

厄尔河畔维勒默于2022年1月1日时的人口数量为1808人。